# Abbaye Saint-Mathieu de Fine-Terre
L' abbaye Saint-Mathieu de Fine-Terre (ou abbaye Saint-Mahé) était une abbaye de Basse Bretagne, dont les ruines se dressent sur le territoire de l'actuelle commune de Plougonvelin sur la pointe Saint-Mathieu (Beg Lokmazhe en breton), dans le département du Finistère, qui pourrait lui devoir son nom.
Dominant le mouillage de tout navire empruntant depuis la préhistoire le chenal du Four puis trafiquant durant l'Antiquité l'étain des Cassitérides jusqu'en Phénicie, elle connaît à partir de 1157, sous l'impulsion des comtes de Léon y collectant leur droit de bris, un rayonnement exceptionnel et devient au XIVe siècle le centre d'une ville de plus deux mille habitants dotée d'un port à l'activité internationale, que l'on peine à imaginer en voyant le lieu quasi désert d'aujourd'hui.
Site romantique à souhait, ce promontoire du bout du monde à la rudesse inhospitalière inspire au célèbre historien français du XIXe siècle Jules Michelet une vision tourmentée :

« C'est la limite extrême, la pointe, la proue de l'ancien monde. Là, les deux ennemis sont en face : La terre et la mer, l'homme et la nature. Il faut la voir quand elle s'émeut, la furieuse, quelles monstrueuses vagues elle entasse à la pointe Saint Mathieu, à cinquante, à soixante, à quatre-vingts pieds ; l'écume vole jusqu'à l'église ou les mères et les sœurs sont en prières. Et même dans les moments de trêve, quand l'océan se tait, qui a parcouru cette côte funèbre sans dire ou sentir en soi : Tristes usque ad mortem ! »

Les ruines de l'abbaye Saint-Mathieu font l'objet d'un classement au titre des Monuments historiques depuis 1875.

## Histoire

### La fondation légendaire de l'abbaye

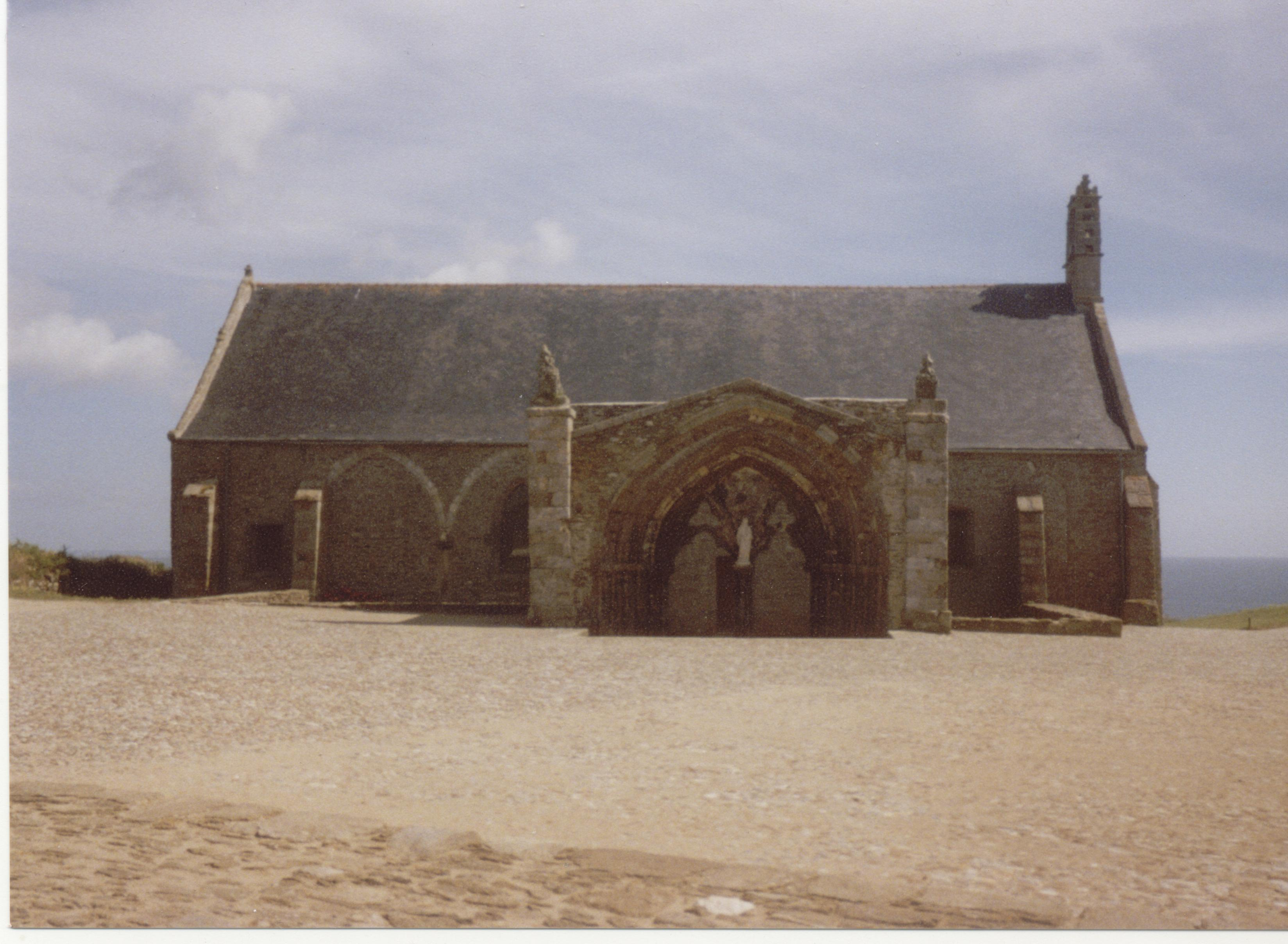
La chapelle Notre-Dame-de-Grâce, à proximité de l'abbaye de Saint-Mathieu.

Sans préciser sa date de fondation, les écrits rapportent que l'abbaye existait déjà en l'an 555. Selon la légende une première abbaye aurait été fondée en ce lieu au VIe siècle par saint Tanguy, sur des terres dont il avait hérité, qui s'étendaient depuis la rivière du Caprel (havre de Brest) jusqu'à Penn ar Bed. Il aurait choisi un promontoire sur ce site sauvage, « au bout du monde », proche de la mer qui vient se fracasser sur les falaises.
Selon le récit probablement légendaire d'Albert le Grand dans sa « Vie des Saints » une flotte de navires léonards se trouvant en Égypte aurait enlevé par ruse les restes de l'apôtre Matthieu et les auraient rapportés en Bretagne ; mais le navire qui les transportait aurait heurté un écueil au large de la pointe de Fine Terre ; une partie de l'équipage parvint à gagner la terre et prit pied sur le cap de Pen-ar-Bed (Fine Terre), les autres bateaux gagnant le port voisin du Conquet. Le prince Tanguy, qui s'était fait moine, décida alors d'élever un monastère  à cet endroit, dédié à saint Mazé (saint Mathieu).
Des générations d'historiens se sont penchées sur l'origine du monastère, mais les sources sûres manquent et il paraît vraisemblable que saint Tanguy regroupa autour de lui les quelques moines du noyau initial du premier monastère.
Les ruines que l'on peut voir de nos jours ne sont pas celles de l'abbaye du VIe siècle, mais celles du monastère bénédictin reconstruit aux XIe et XIIe siècles. Ce sont les vestiges de l'église abbatiale qui fut élevée de 1157 à 1208 et remaniée aux XIVe et XVe siècles.
Le fait d'obturer des arcs en plein cintre indique un remaniement dans l'utilisation de la structure, et prouve qu'une phase antérieure au XIe siècle a été occultée[réf. nécessaire].
L'utilisation de l'opus spicatum (caractéristique de la construction de la fin du haut Moyen Âge, résurgence de l'antiquité), indique que les volumes de la nef et du transept sont déjà en place au Xe siècle.
Les restes de trois solins , bien visibles au dessus du bas-côté sud, correspondant aux trois étapes de constructions  permettront de reconsidérer l'évolution chronologique du sanctuaire .
Le corps de saint de Mathieu fut très certainement exfiltré d'Égypte à la fin du IXe siècle, où la domination Byzantine, mise à mal par les Abbassides, entraîna des dissensions, un fractionnement des pouvoirs et des révoltes dans le monde musulman en Afrique du Nord.
Au début du Xe siècle, le « chef » de Mathieu resta en l'abbaye bretonne, pour fidéliser les pèlerins. Le corps fut sans doute rapatrié à Salerne, pour les mêmes raisons, la poussée Aghlabide s'opérant en Italie du Sud .
Entre-temps, selon la légende et la tradition orale, à la fin du IXe siècle, des marins et commerçants bretons seraient allés chercher la dépouille de saint Mathieu, l’évangélisateur des Éthiopiens et des Perses, inhumé au Caire après avoir été martyrisé. Ce voyage aurait été entrepris afin de sortir sa dépouille d'Égypte où la population indigène s'était pervertie, devenue infidèle. « Lorsque leur bateau arriva à la pointe du Finistère, il faillit être drossé contre un énorme rocher qui s'ouvrit en deux pour laisser passer le navire ! Au lieu du miracle on fonda une abbaye ». Une nouvelle abbaye aurait ainsi été bâtie pour y abriter le corps du saint en terre chrétienne bretonne. Il n'y resta cependant pas longtemps car au Xe siècle des écumeurs des mers l'auraient enlevé et emporté à Salerne, en Italie, où il est resté jusqu'à nos jours. Toutefois, l'abbaye prétendit pendant tout le Moyen Âge, et encore au XVIIe siècle, détenir la tête du saint. L'avait-elle conservée depuis le IXe siècle ? Rien ne vient étayer cette hypothèse et on ne connaît pas avec certitude le nom du fondateur, ni la date de fondation de cette abbaye. Ces reliques ont disparu pendant la Révolution française.

### L'abbaye du Bas Moyen Âge
L'abbaye jouissait de nombreux privilèges (qui profitaient surtout à l'abbé qui était à sa tête) : droit de cohue, droit de four à ban, droit de mouture, droit de marché, droit de foire, droit de mesure du blé, droit de mesure du vin... Au XIIe siècle, le seigneur Hervé de Léon lui accorda un droit nouveau, de bris et d'épave sur les rivages (c'est-à-dire le droit de se saisir du dixième de la cargaison du navire échoué).

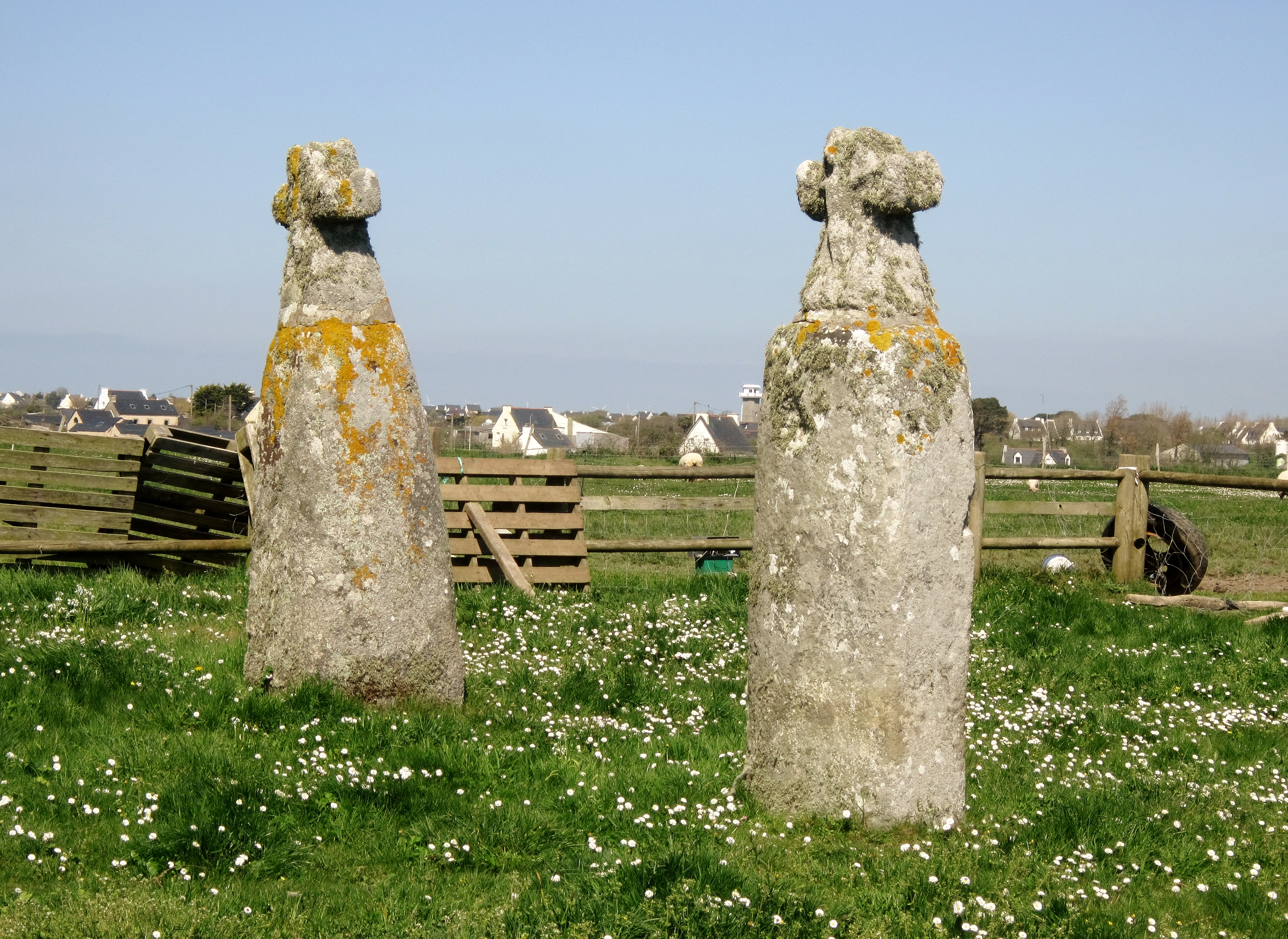
Le "Gibet des moines", en fait deux lec'h, des stèles de l'âge du fer, christianisés au Moyen Âge central.

Frère Mathieu, un moine copiste de l'abbaye de Saint-Mathieu, raconte dans le cartulaire de l'abbaye qu'en janvier 1296, un homme qui terrorisait la région de Trébabu jusqu'à Saint-Renan et même Bohars, aurait été pendu au "Gibet des moines" (à Plougonvelin) où se trouvent encore de nos jours deux menhirs jumeaux christianisés (en fait des stèles de l'âge du fer surmontées de croix). Si cette histoire a probablement une part de vérité, le lieu de l'exécution est probablement erroné car les moines de l'abbaye de Saint-Mathieu, qui disposaient du droit de haute justice n'exécutaient pas les condamnés à cet endroit (aucune trace de gibet n'a d'ailleurs été retrouvée à cet emplacement) mais à Creac'h ar Justis.
En janvier 1296, trois cents voiles anglaises apparaissent près de Kermorvan ; les habitants de Saint-Mathieu, « riches comme pauvres, emmènent vers Plougonvelin leurs meubles, hissés précipitamment sur des chars à bœufs, en vue de les soustraire au pillage. (...). Vain espoir. La soldatesque se rue sur la ville, brûle les maisons, tue sans distinction hommes, femmes et enfants. Elle attaque le monastère. Tout est pillé. Le reliquaire [du crâne de saint Mathieu] est emporté à bord ! ».
Au XIVe siècle, l'abbaye était prospère et une véritable ville de plus de 2 000 habitants s'était formée autour d'elle. Elles étaient l'objet d'attaques incessantes, aussi, pour se protéger des pillages, les moines décidèrent d'élever des fortifications. Une charte du duc de Bretagne Jean III le Bon datée du 25 juin 1332 ordonne que l’on rase – malgré l'opposition des propriétaires – une dizaine de maisons autour de l'abbaye Saint-Mathieu pour permettre aux moines d’élever ces fortifications autour de l’abbaye et de la ville.
Pendant la guerre de Succession de Bretagne, et plus généralement durant la Guerre de Cent Ans, l'abbaye et ses fortifications furent le théâtre de combats, dont ceux entre Jean de Montfort et Charles de Blois, respectivement partisans des royaumes d'Angleterre et de France. Occupée successivement par les uns et par les autres, l'abbaye connut pillages et destructions. Après la mort de Charles de Blois et malgré le Traité de Guérande (1365), les Anglais continuaient à occuper l'abbaye. Délogés par Bertrand Du Guesclin en 1375, Saint-Mathieu retrouva une relative tranquillité jusqu'en 1403 où les Anglais firent de nouvelles incursions. En 1409, le duc de Bretagne, Jean V fit renforcer les fortifications tant autour de l'abbaye que de la ville, et édifier une citadelle dont subsiste encore aujourd'hui une grande tour carrée. Ces défenses n'empêchèrent pas les Anglais de débarquer en 1462 et de causer des dégâts.
Le roi Louis XI fit occuper militairement la forteresse de Saint-Mathieu en 1474 et y installa une garnison. Dès le début du XVIe siècle, les conflits avec les Anglais poussèrent ces derniers à tenter maintes fois des débarquements près de Saint-Mathieu, provoquant parfois des dégradations de l'abbaye, dont notoirement en 1558 où elle fut mise à sac. Sous l'impulsion de l'abbé Claude Dodieu, elle fut cependant rapidement réparée.

### Le sac de 1558
Jean Leprêtre de Lézonnet, commissaire du Roi, fit un rapport décrivant longuement les dégâts consécutifs à cette invasion en date du 29 juillet 1558 : « Les témoins ont attesté avoir vu oculairement le Anglais et les Flamands ennemis du Roi mettre le feu aux maisons et églises ci-après déclarées (...) et le nombre des maisons des paroissiens brûlées (..;) en icelle paroisse [Plougonvelin] quatre cent cinquante maisons, dont l'est demeuré que douze maisons entières. (...) Le procureur de la paroisse de Saint-Mahé [Saint-Mathieu] rapporte avoir cinquante maisons de brûlées et les églises. Les religieux de l'abbaye du dit Saint-Mahé avoir été brulés les dortoirs, la sacristie, les chaises du chœur, les images, les chapitres, les ornemens avec chasubles, chappes sacraires d'argent doré, les livres (...). Et la ville du Conquet est rapporté qu'il y avait quatre cent cinquante maisons dont n'est demeuré que huit entières. Au havre du Conquet il y avait le nombre de trente-sept navires garnis et équipés de munitions et artillerie ont été brulés l'artillerie emportée, et pour la soudaine descente de l'armée desdits ennemis qui fut ledit jour à neuf heures du matin sans avoir été découverte jusqu'à l'heure de leur descente, de sorte que les habitants n'ont eu aucun loisir de sauver leurs meubles (...). Rapportent les habitants en avoir perdu trois cent pièces de fer, et de fonte, comme arquebuses avec mousquetons, cerfs-volants, etc. ».

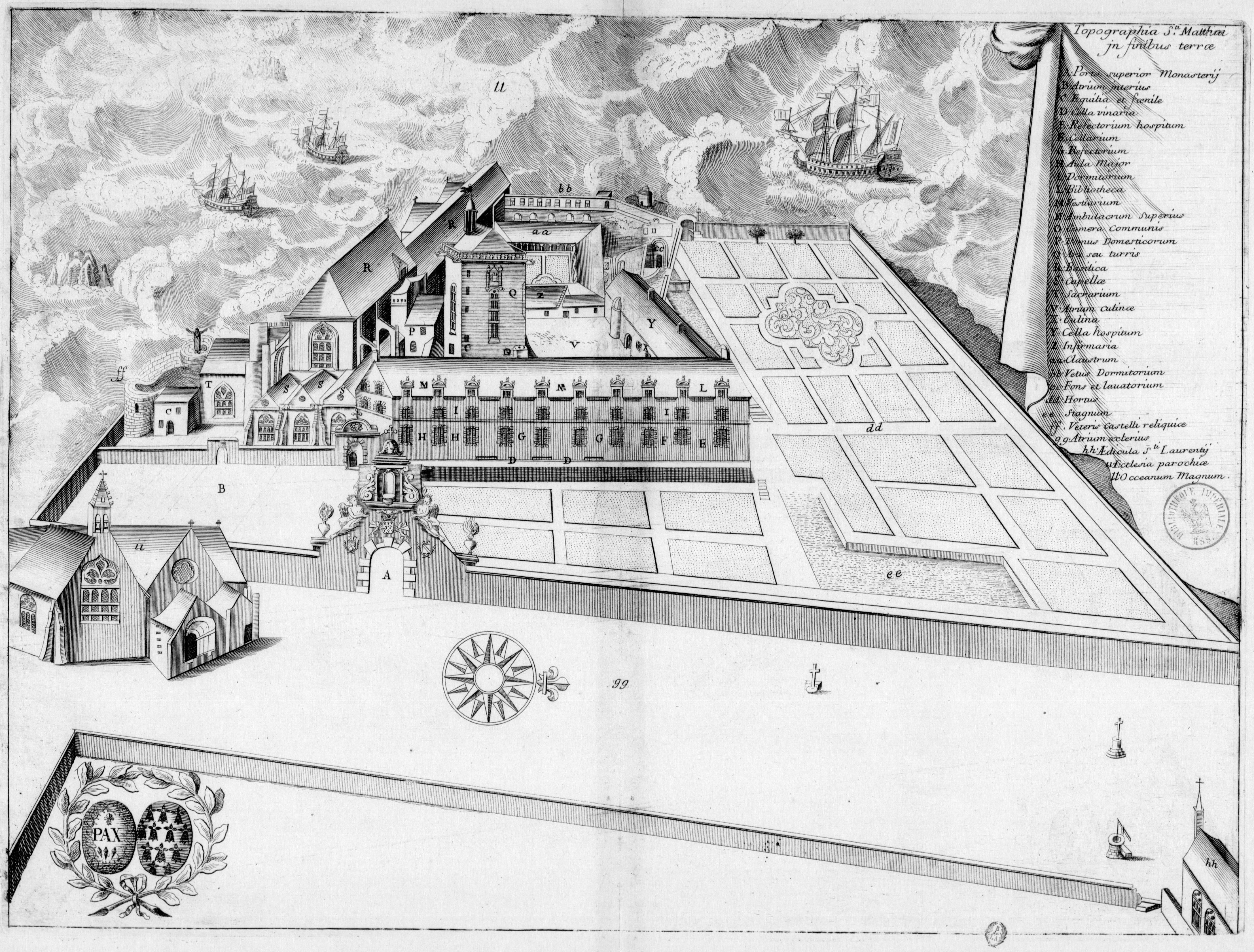
L’abbaye au XVIIe siècle, planche gravée du Monasticon Gallicanum.

### Le déclin à la Renaissance
Parallèlement, dès la fin du XVe siècle, l'abbaye avait été mise en commende. Les abbés commendataires étaient nommés par le duc de Bretagne, plus tard par le roi de France. Ils n'étaient plus obligatoirement issus de la communauté religieuse et n'étaient pas tenus d'y résider. De nombreux abus sont relatés sur ces abbés qui confondaient parfois administration de leur abbaye avec enrichissement personnel. Parmi eux, citons Hamon Barbier dont la gestion litigieuse obligea le Parlement de Bretagne à mettre sous séquestre le temporel de l'abbaye. Plus surprenante encore fut la nomination de Cosme Ruggieri en 1585 par la reine Catherine de Médicis. Cet astrologue florentin à la réputation sulfureuse, qui avait été condamné aux galères en 1574, en devint abbé. Après sa mort scandaleuse en 1615 pour cause de refus de l'Extrême Onction, les moines martelèrent ses armoiries appendues dans l'abbaye.

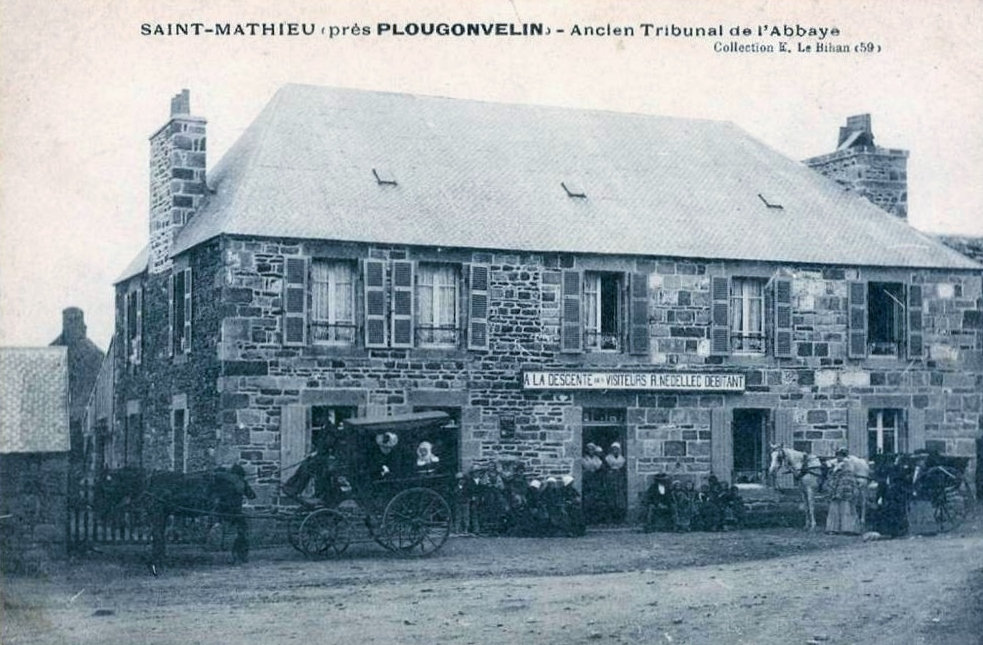
L'ancien tribunal de l'abbaye de Saint-Mathieu ; devenu une auberge au début du XXe siècle : "À la descente des voyageurs" (carte postale E. Le Bihan).

Les faits de guerre et ces administrations désastreuses eurent progressivement raison de la florissante richesse passée de l'abbaye, qui est saccagée par les Anglais en 1538 (l'agglomération autour de l'abbaye avait alors 36 rues, 4 subsistaient en 1686). La peste et la famine décimèrent également la population de la ville de Saint-Mathieu pendant le XVIIe siècle, réduisant encore ses revenus. En 1618, il ne restait que quatre religieux, puis deux, 20 ans plus tard.

### Le relèvement mauriste
Il fut mis fin à cet état de délabrement en 1655 par l'abbé Louis de Fumée, seigneur des Roches-Saint-Quentin. Grâce à sa fortune personnelle et convainquant les bénédictins de la congrégation de Saint-Maur, il entreprit avec eux la restauration de l'abbaye et y ranima le zèle religieux. Les reliques du temps de la splendeur y furent à nouveau rassemblées et des pèlerinages organisés.
En 1692, peu à peu victimes des conditions de vie difficiles de cette pointe de terre, les moines demandèrent au roi d'aller résider dans la ville de Brest. Ce dernier y opposa son veto. La présence de ces religieux en ce lieu extrême offrait à ses commandants et autres officiers un excellent pied à terre. Une réserve de poudre y avait même été déposée en cas de guerre. La congrégation resta donc sur place.
C'est également en 1692 qu'une tour à feux (ancêtre des phares), est aménagée au sommet d'une tour de l'abbaye afin d'assurer la sécurité des navires rejoignant le port militaire de Brest. Le système sera modernisé et fonctionnera jusqu'à la mise en service du phare actuel en 1835.
Sous la houlette de l'abbé, subsiste alentour un village. Jean-Baptiste Ogée le décrit en 1778.

« Saint-Matthieu-de-Fine-Terre ; au bord de la mer ; à 15 lieues au sud-sud-ouest de Saint-Pol-de-Léon, son évêché ; à 52 lieues de Rennes et à 4 lieues de Brest, sa subdélégation et son ressort. On y compte 250 communiants. La cure est présentée par l'abbé de Saint-Matthieu. Le territoire, borné au sud et à l'ouest par la mer, est très exactement cultivé et très fertile. L'ancien port de Liogan, bâti en briques, et situé entre Saint-Matthieu et Le Conquet, n'est présentement qu'une petite rade foraine, et se nomme la rade de Liocam. La couleur de la terre, pleine de sable blanc et de talc [sic], est brillante et fort belle. L'abbaye de Saint-Matthieu, Ordre de Saint-Benoît, fait partie de cette paroisse. (...). »

À la veille de la Révolution française, la seigneurie de l'abbaye de Saint-Mathieu de Fine-Terre s'étend sur les paroisses de Saint-Mathieu, de Plougonvelin et sa trève de Lochrist. L'abbé disposait du droit de haute, moyenne et basse justice. Il pouvait contraindre ses vassaux à faire la garde de l'abbaye. Il tenait foires et marchés dans sa cohue, levant 5 sols par étal. Tous ceux qui débarquaient des marchandises à Saint-Mathieu lui devaient 6 deniers par livre de poids. Les paysans lui devaient la dîme, le champart et des « prémices » sur les « gagneries » [terres défrichées au détriment des landes] ; il jouissant aussi du droit de bris, ramassant les dépouilles de ceux qui venaient périr aux côtes.

### L'abandon après la Révolution
Cependant, à la Révolution, et plus particulièrement en 1790 lors de l'inventaire de l'abbaye devenue bien national, il n'y résidait plus que quatre moines. Tout son contenu mobilier fut progressivement dispersé et l'immeuble, ou tout du moins le gros œuvre, fut démoli en 1796 et les matériaux vendus directement sur place. Les fenêtres, portes, toits, avaient été précédemment pillés par les habitants. Quelques ruines de l'église et le donjon subsistèrent, vestiges de ce que fut cette grande abbaye bretonne.
En juillet 1791, la nouvelle paroisse de Plougonvelin comprend Plougonvelin, Saint-Mathieu, Le Conquet et Trébabu. L'église paroissiale de cette grande paroisse est l'ancienne chapelle Saint-Christophe, située au-dessus du port du Conquet. Elle a été choisie car elle peut contenir quatre cent cinquante fidèles. Elle est démolie en 1830 car elle menace ruine. Jean-Pierre Le Corre est élu curé constitutionnel de la nouvelle paroisse.
Un phare est construit en 1835 au pied même des ruines de l'abbaye. Depuis toujours, des feux avaient plus ou moins été entretenus en ce lieu pour y signaler la côte inhospitalière. L'abbaye avait longtemps servi à cette fonction.
|  |  |  |  |  |  |  |

En 1845, A. Marteville et P. Varin, continuateurs d'Ogée, écrivent :

« Saint-Mathieu de Fine-Terre est aujourd'hui dans la paroisse de Plougonvelen [ Plougonvelin ]. Cette ancienne paroisse était dédiée à saint Mathieu, apôtre et évangéliste, dit en breton saint Mazhé ou Mahé ; elle a tiré son nom français du breton Loc Mahé Pen-ar-Bed, dont il est la traduction littérale. Ce nom, latinisé dans le Moyen-Âge en de Fine-Postremo, a été altéré souvent et transformé en celui de "Saint-Mathieu-de-Fine-Posterne". (...). »

## Vestiges

### État actuel de l'ancienne abbaye
Depuis 1998, d'importants travaux de mise en valeur ont été effectués. Le site de l'abbaye a été progressivement dégagé des maisons qui le parasitait. Les seuls bâtiments modernes sont désormais ceux de la Marine Nationale au pied du sémaphore, à l'ouest de l'abbatiale, et le grand phare du XIXe siècle à l'est.
Les ruines de l'abbatiale sont une juxtaposition d'éléments d'époques diverses, témoins des reconstructions successives qui ont jalonné l'histoire de l'abbaye.
La façade ouest, caractéristique de l'art roman breton, date du Xe, remaniée et surélevée au XIIe siècle. La porte à arcade trilobée entourée de voussures est percée dans un massif maçonné en avancée. Le second étage en retrait est rythmé par trois étroites fenêtres et de deux contreforts plats.
Les piliers et les grandes arcades de la nef semblent dater de la fin du XIIe siècle ou du début du XIIIe siècle. Un second bas-côtés a été ajouté au sud au XIVe siècle.
Le transept sud et le mur nord de la nef sont des vestiges de l'édifice du Xe siècle (présence d'appareillage en opus spicatum).

Le chœur et la croisée du transept datent du XIVe – XVe siècle. C'était la seule partie voûtée de l'édifice et la mieux conservée. Les voûtes d'ogives culminent à 18 mètres. Son architecture dénote une influence anglo-normande, comme à la cathédrale de Saint Pol de Léon ou celle de Dol de Bretagne : le chevet de deux travées est plat. Les fenêtres latérales ont conservé leurs remplages. Il était prolongé par une chapelle axiale plus basse, de la hauteur des grandes arcades, bordée par deux chapelles latérales plus courtes de moitié prolongeant les bas-côtés. Seule la chapelle nord subsiste. La chapelle centrale et la chapelle sud ont été rasées lors de l'édification du phare au XIXe siècle. 

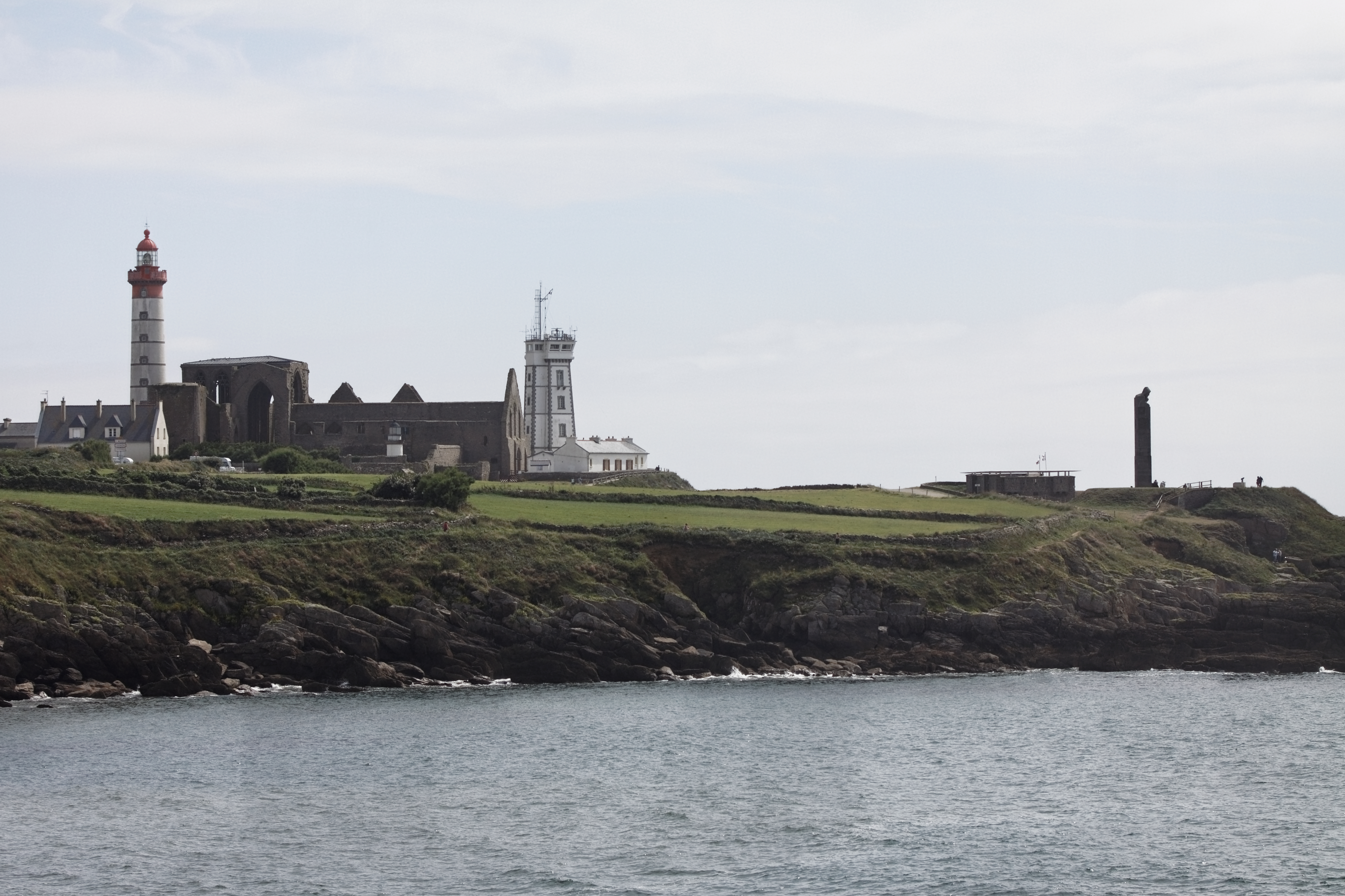
Vue générale de l'abbaye et du site.
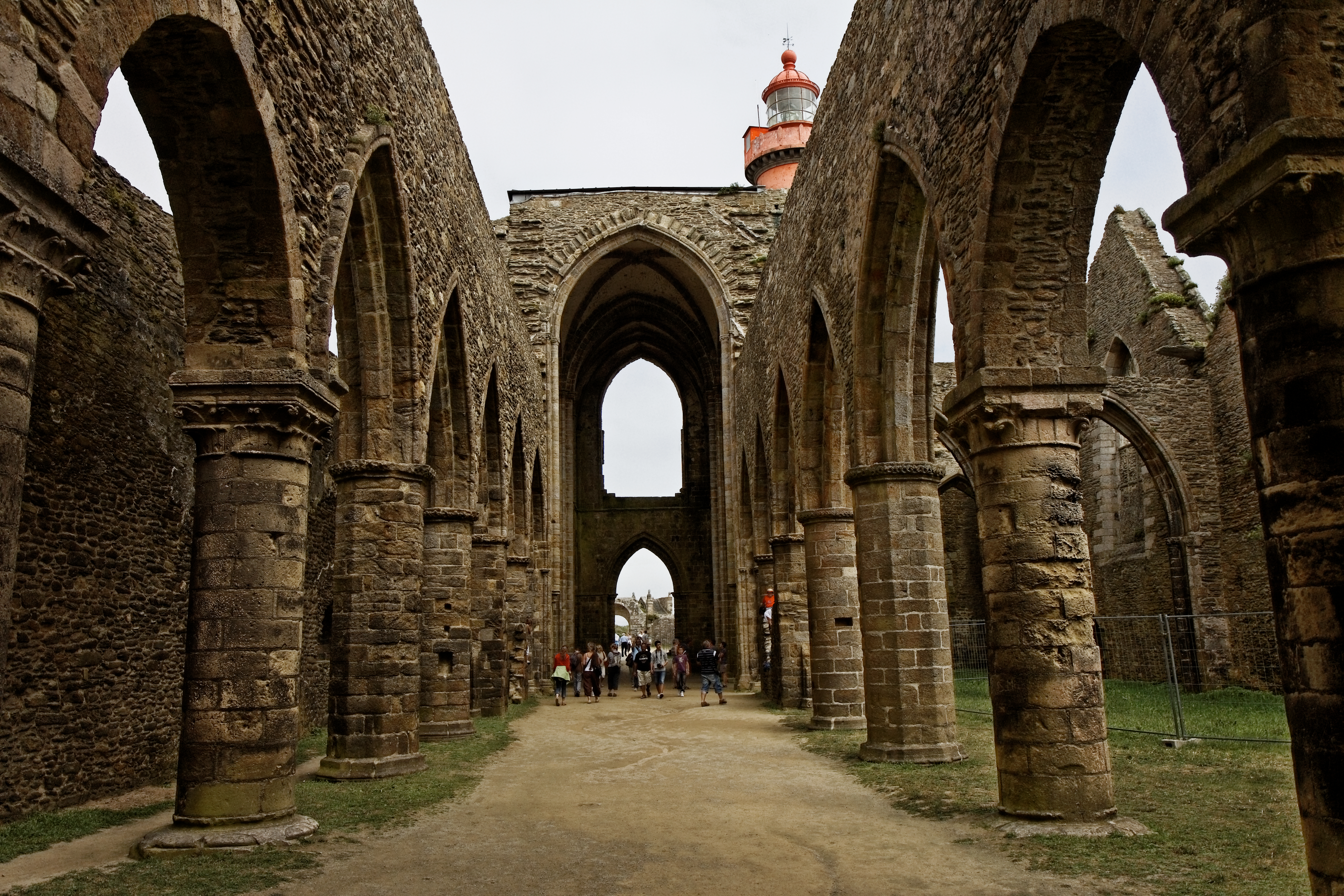
Perspective de la nef en direction du chœur.
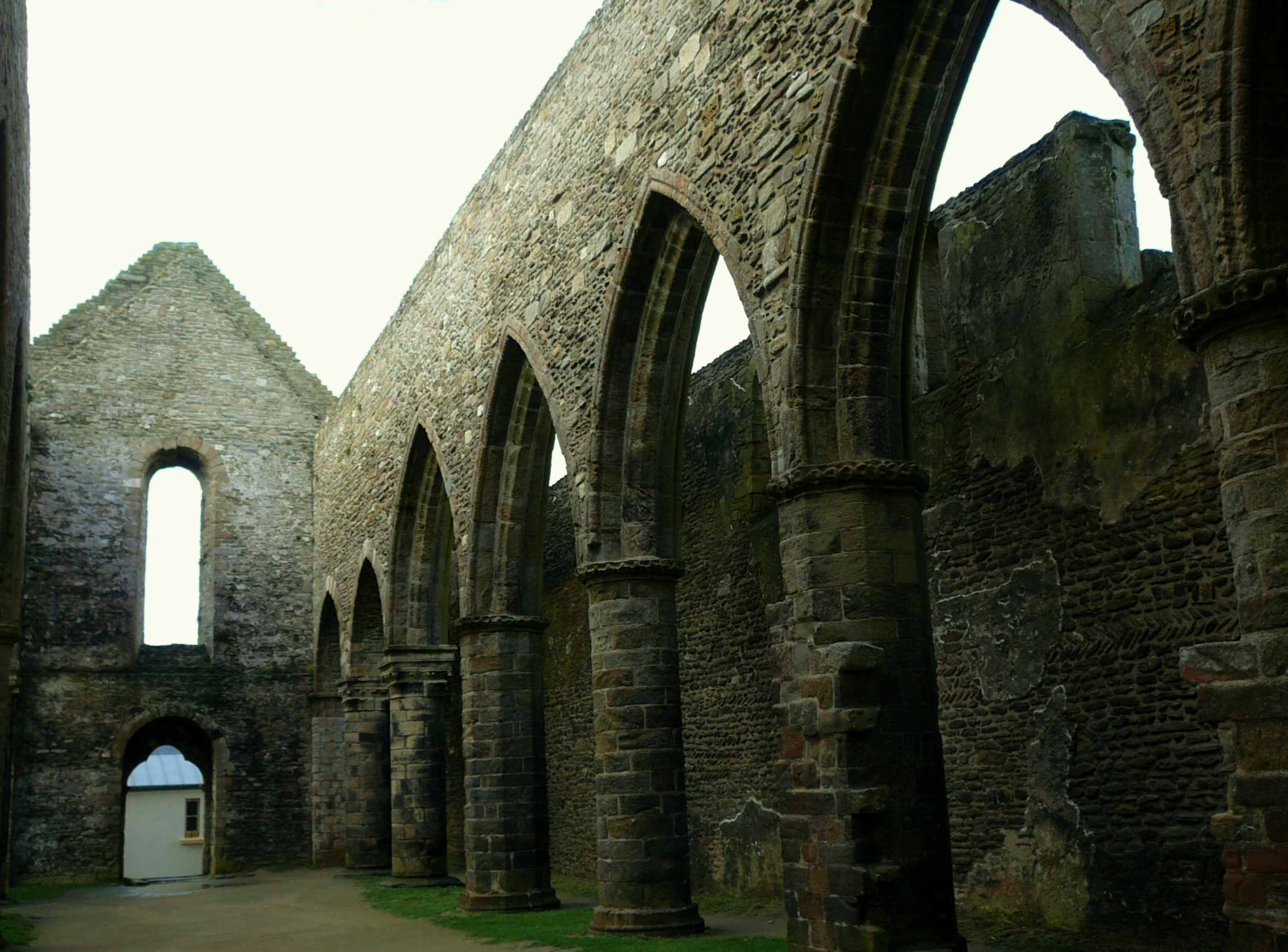
Les grandes arcades de la nef. Au fond, la façade ouest, romane.
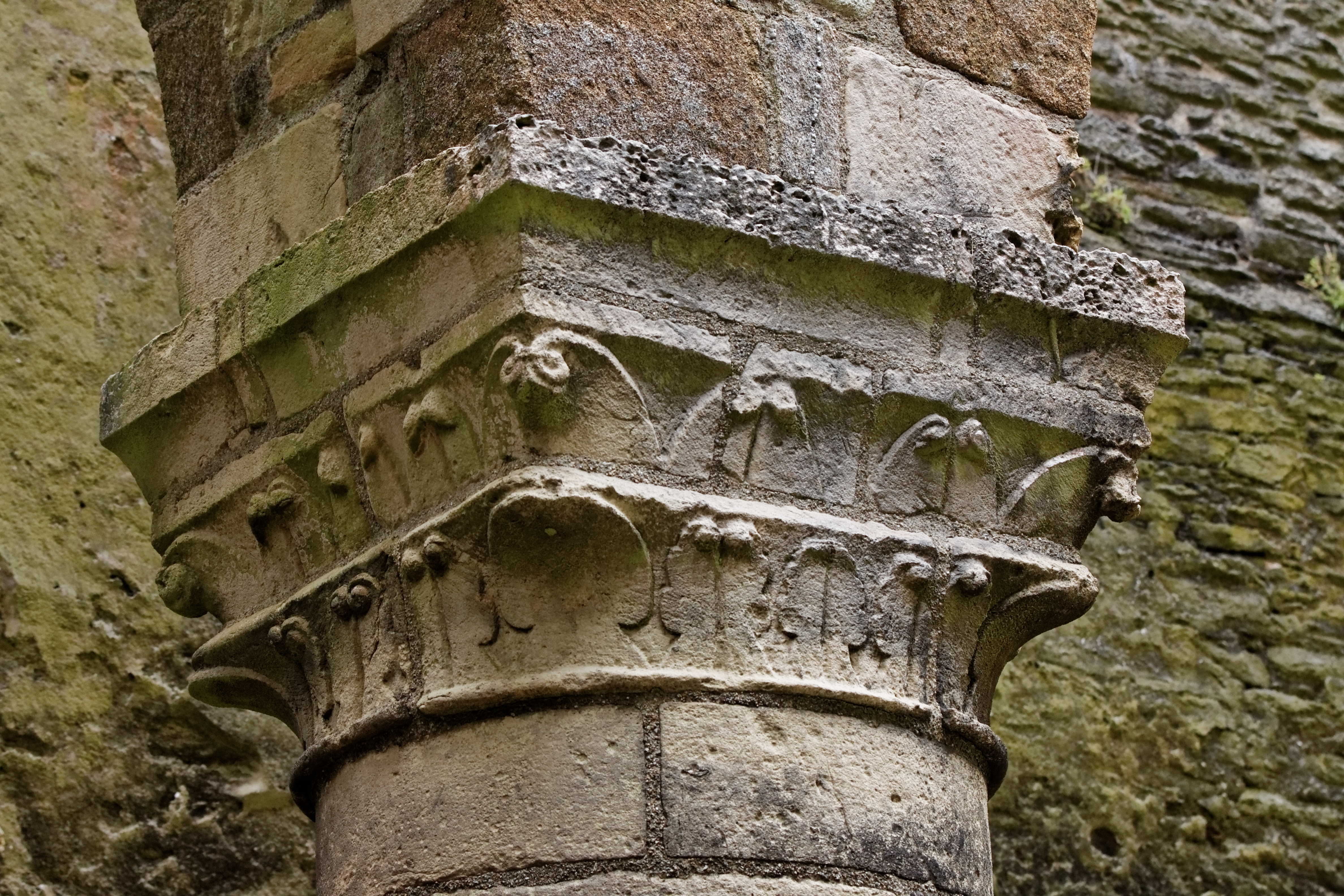
Chapiteau dans la nef.
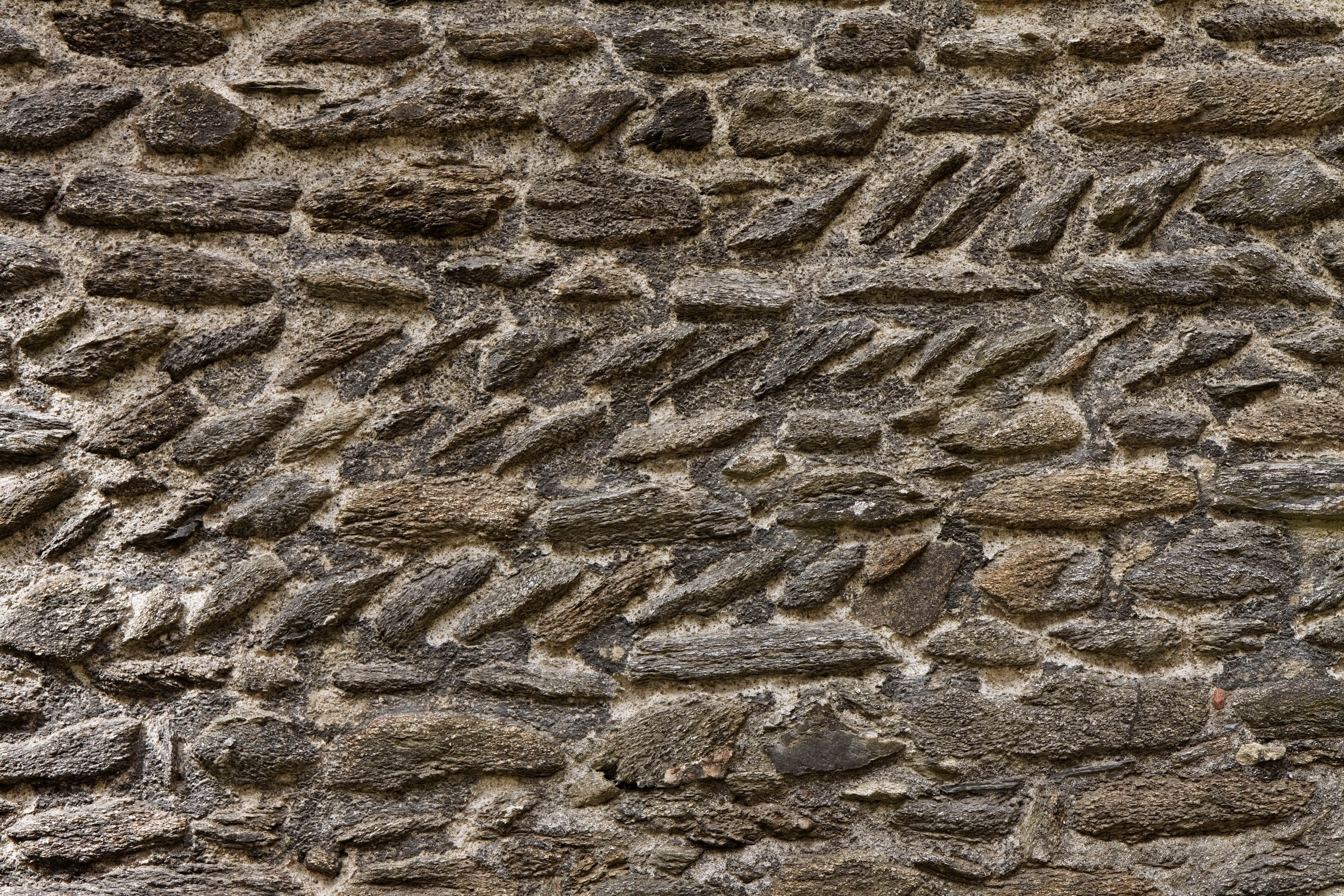
Détail d'un mur.
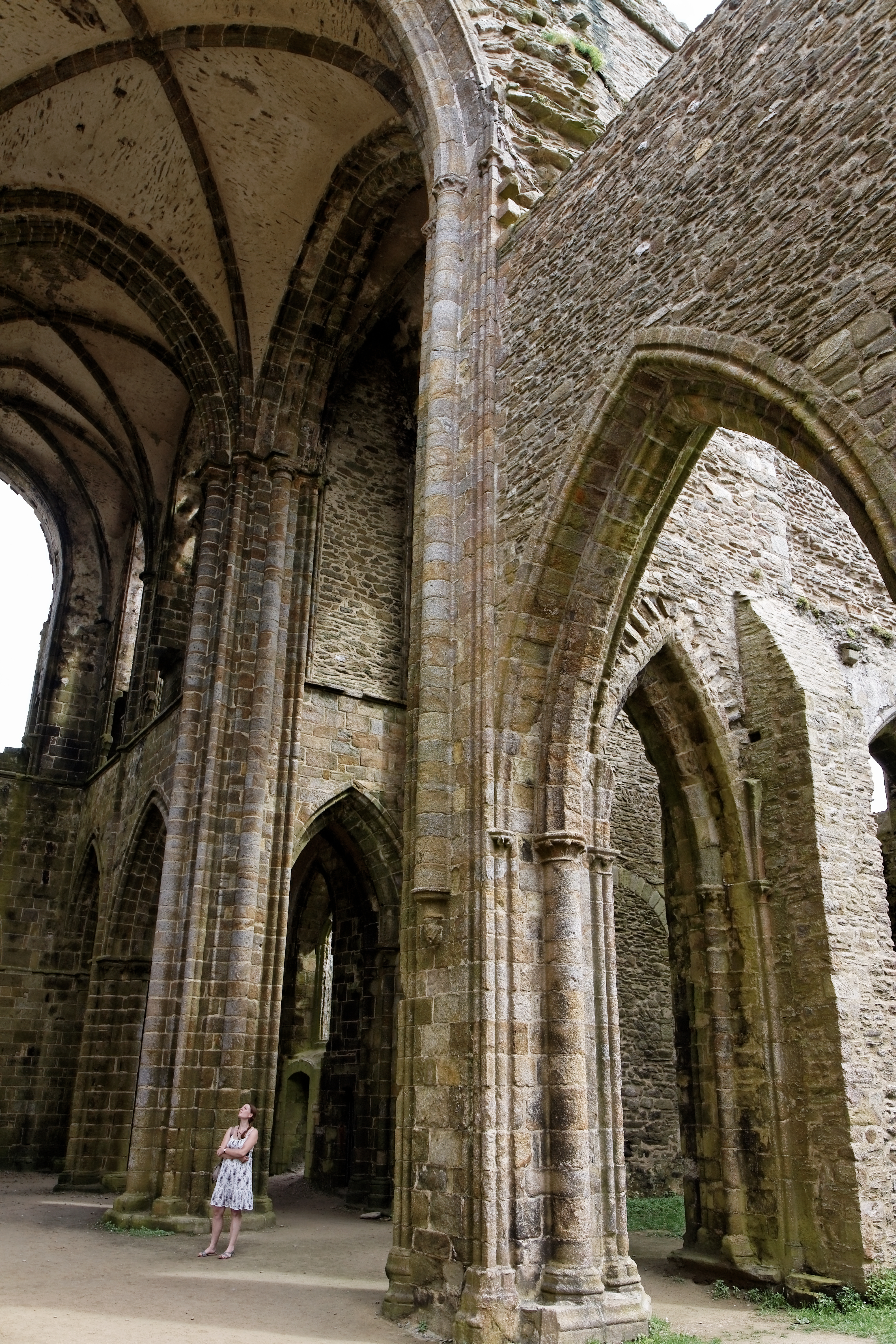
La croisée de transept.
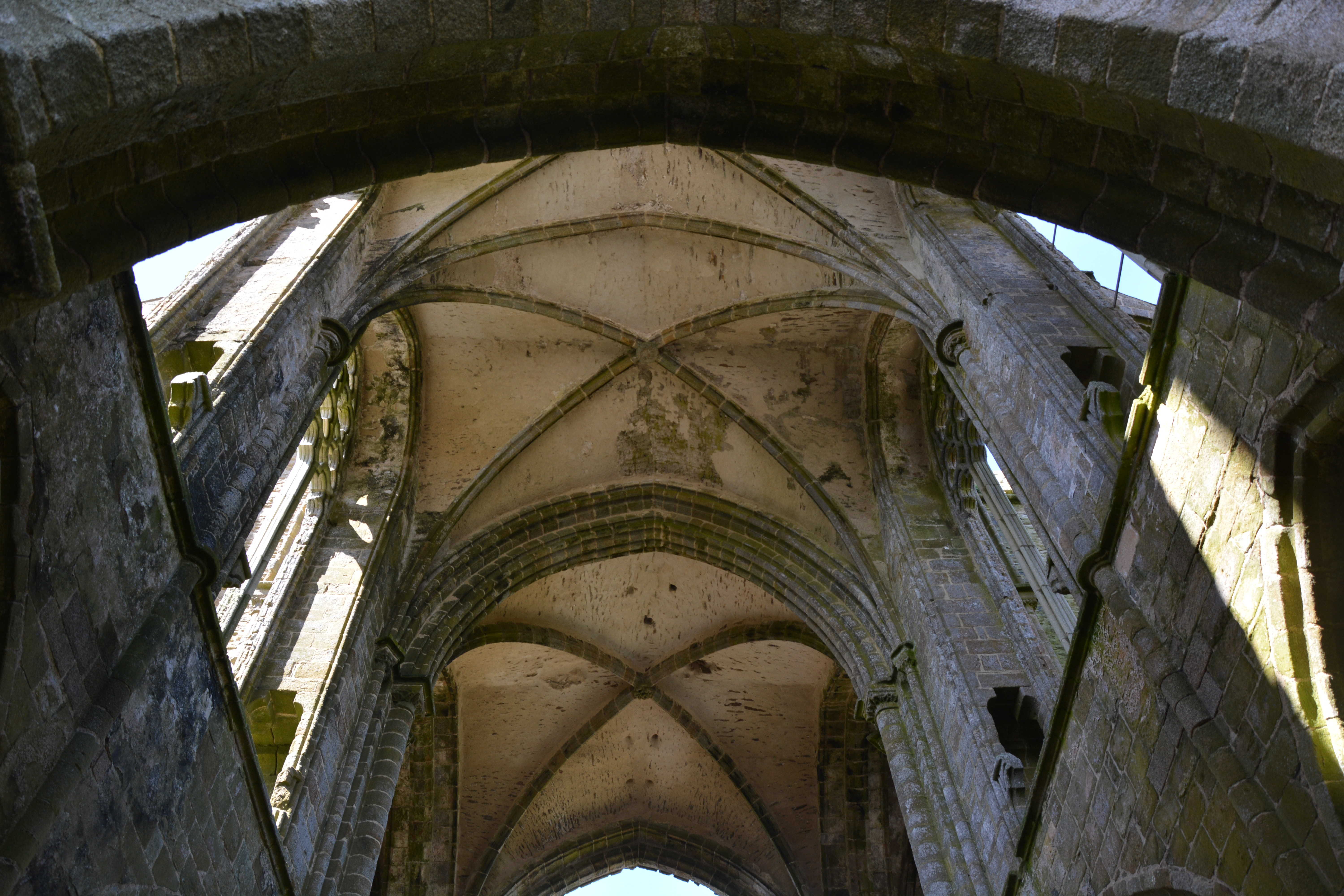
Voûtes du chœur.
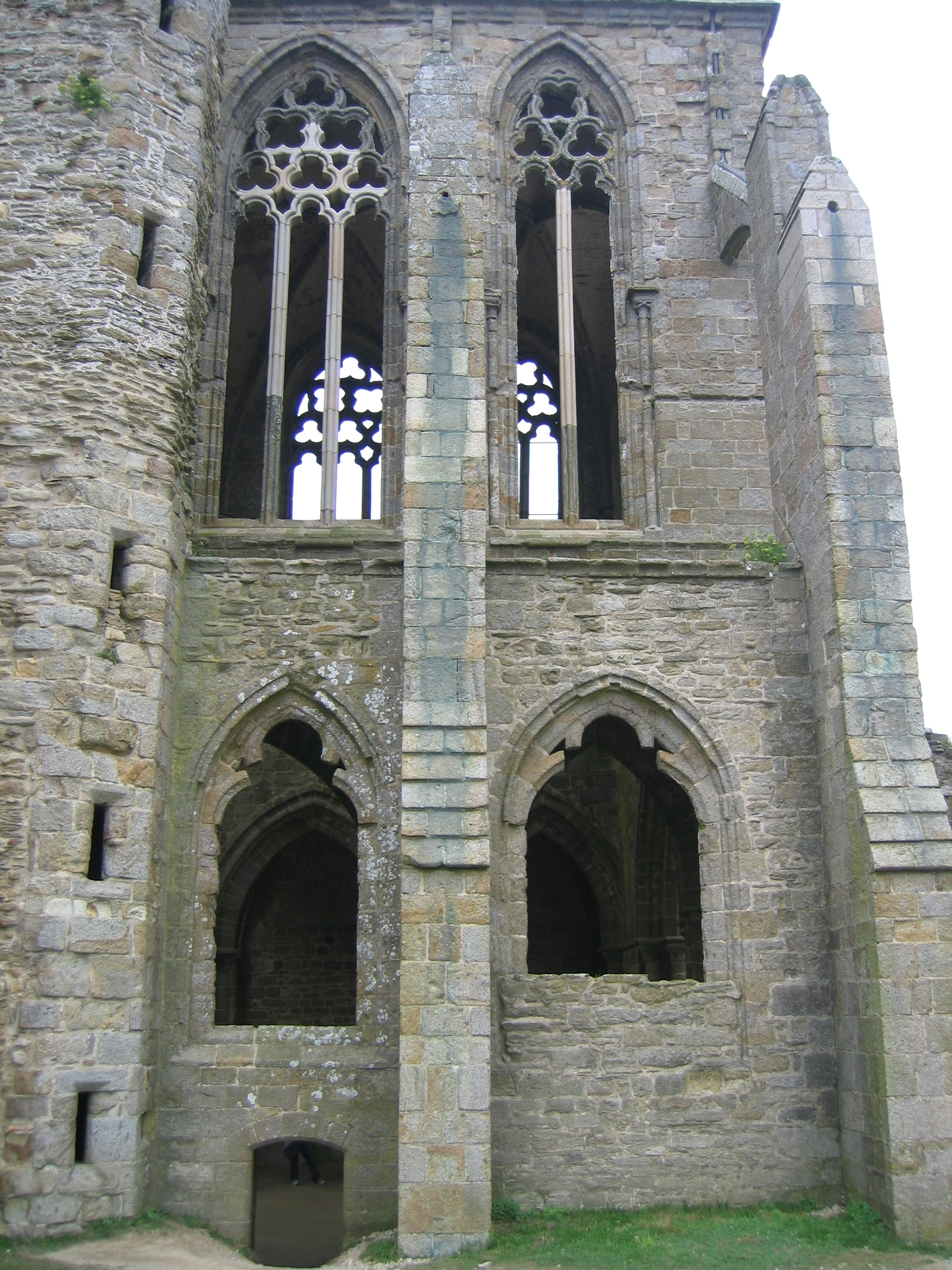
Côté sud du chœur.

Il ne reste rien du cloître. A l'ouest de son ancien emplacement se dresse un mur portant la trace de fenêtres murées, seul vestige de l'aile ouest des bâtiments conventuels médiévaux.
Au nord-est de l'abbatiale, relié au transept par deux pièces et une courette s'élève l'ancienne tour à feu du XIIIe siècle qui fut premier feu pour la navigation du Finistère. En 1689, elle fut dotée à titre expérimental d'une lanterne vitrée, système qui au vu de son succès remplaça progressivement les foyers ouverts. Elle fut arasée à la moitié de sa hauteur lors de la construction du phare actuel.

### L'abbaye mauriste
A l'est, les vestiges du rez-de-chaussée du bâtiment mauriste, datant du XVIIe siècle, montrent l'existence de 4 pièces : la salle d'accueil, le réfectoire des moines, le cellier et le réfectoire des hôtes. Sous la partie centrale se trouve la cave à vin, découverte lors des dernières fouilles.
Les murs des jardins de l'abbaye, haut de 4,60 m, sont encore en grande partie debout. Ils bordent l'esplanade repavée en moellons et galets qui mène à l'entrée de l'abbaye, surmontée d'un blason sculpté.

### L'ex-église paroissiale Notre-Dame-de-Grâce
La même voie pavée mène à la chapelle Notre-Dame-de-Grâce, relevée en 1881. En avant de celle-ci, un porche du XIVe siècle constitue le seul vestige de l'ancienne église de la paroisse de Saint-Mathieu de Fine-Terre, Notre-Dame-du-Bout-du-Monde.

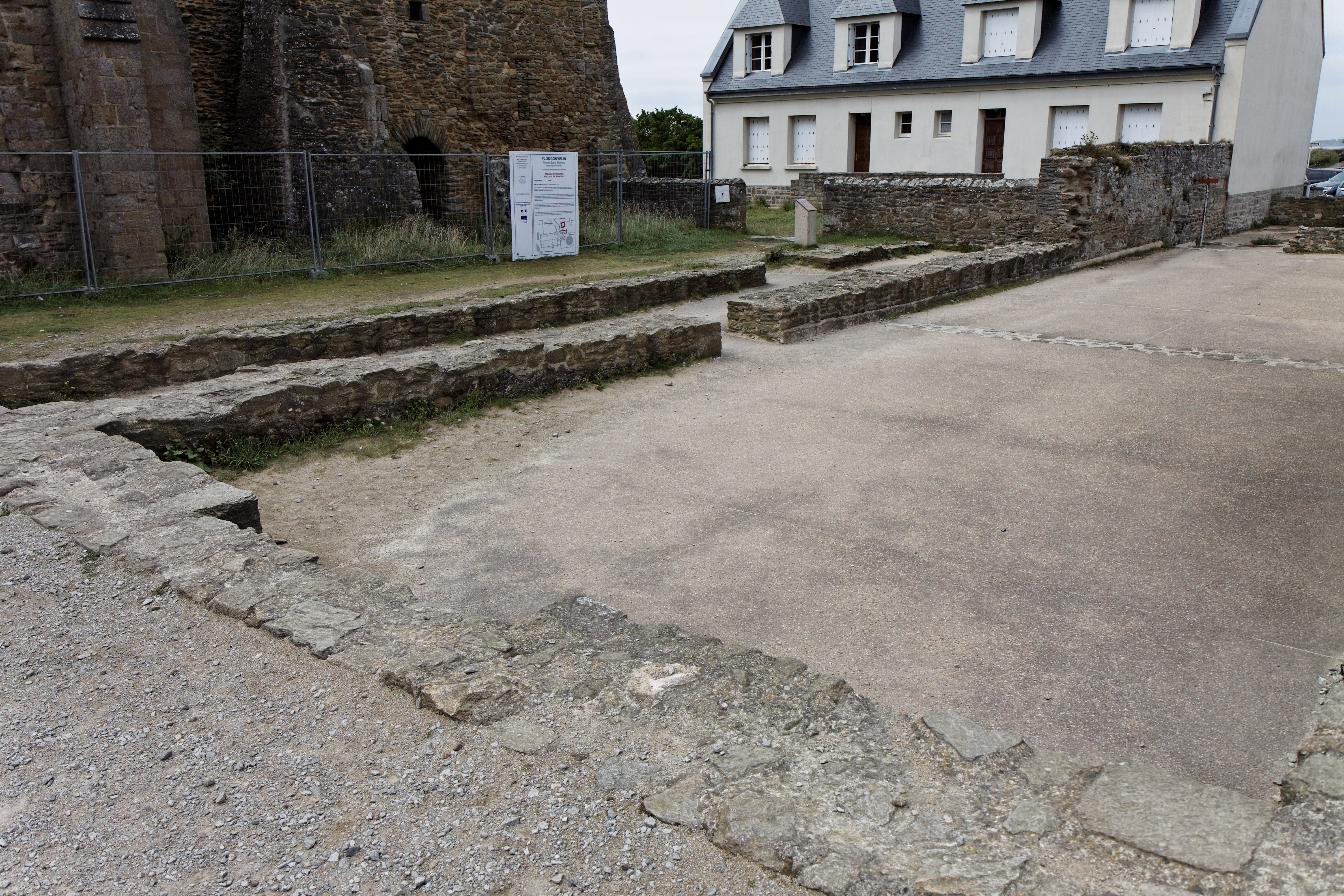
Vestiges du bâtiment mauriste.
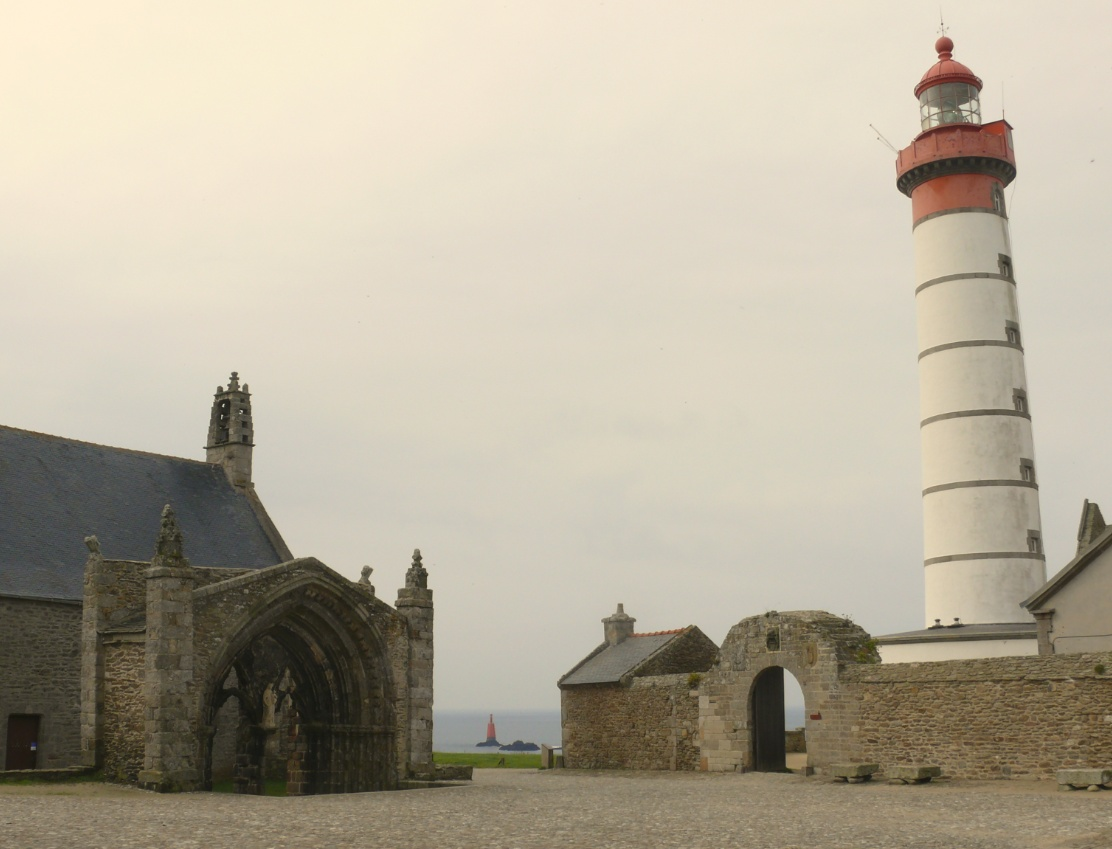
Esplanade et porche de l'ancienne église paroissiale.

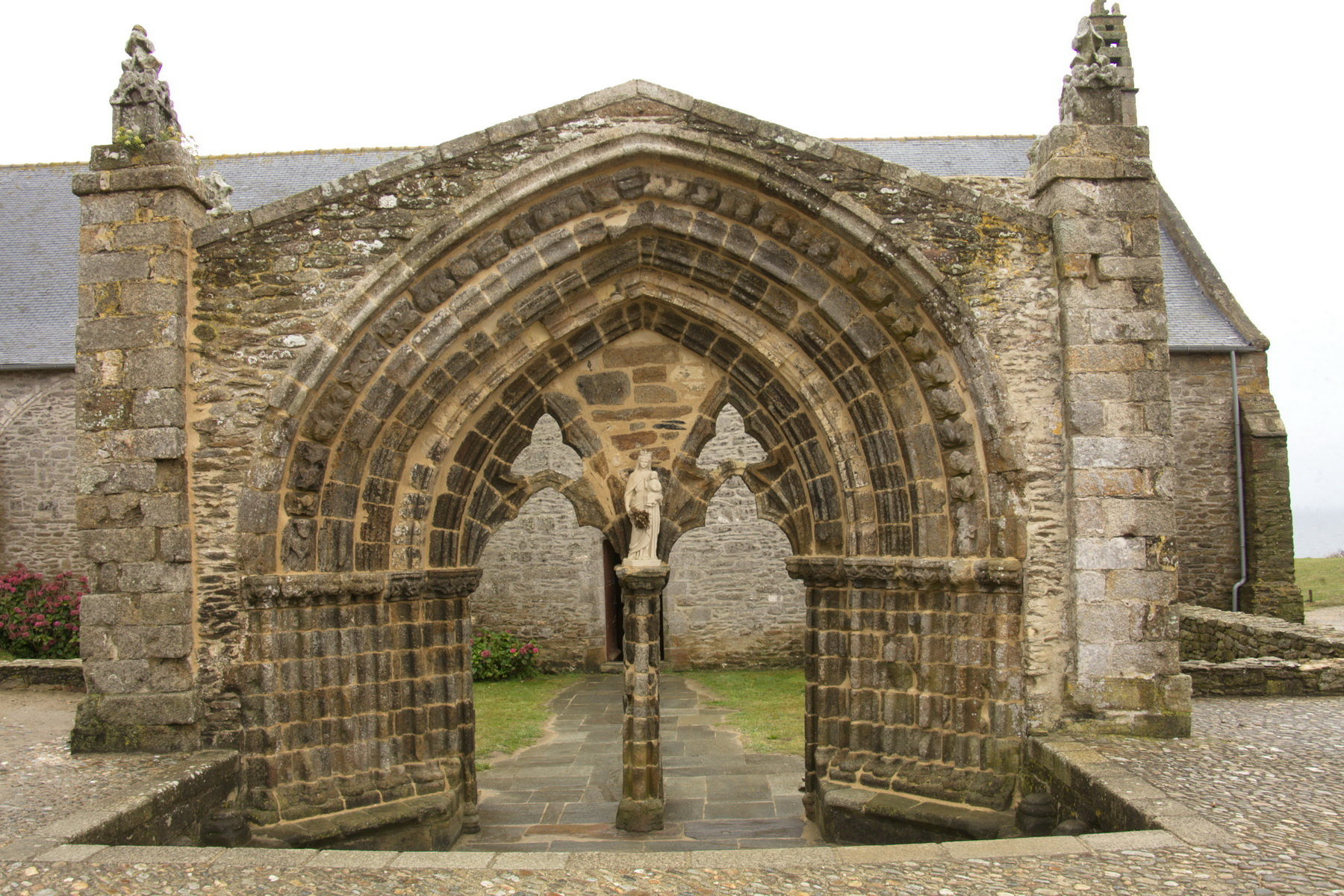
Le portail de l'ancienne église paroissiale Notre-Dame-de-Grâce.

La première chapelle construite, selon une source anonyme se trouvant dans les archives de l'abbaye, aurait été d'abord consacrée à Notre-Dame-du-Bout-du-Monde (Pen-ar-Bed en breton) avant d'être remplacée au VIIe siècle par l'église Notre-Dame-de-Grâce, qui était donc l'église paroissiale, laquelle aurait été reconstruite en style gothique au XIVe siècle (la ville avait alors 36 rues dont une « rue des Angevins » qui rappelle par son nom le tuffeau utilisé en partie pour sa construction et celle de l'église abbatiale. La paroisse avait un cimetière, redécouvert récemment.
L'église paroissiale et la ville de Saint-Mathieu furent victimes de la razzia anglaise de 1558. L'église, redevenue simple chapelle en raison de la suppression de la paroisse, fut reconstruite en 1861, seul le portail de l'ancienne église étant conservé.

### Sources
1. ↑  Conseil général du Finistère - Les origines administratives du Finistère
2. ↑  « Ruines de l'abbaye Saint-Mathieu », notice no PA00090242, sur la plateforme ouverte du patrimoine, base Mérimée, ministère français de la Culture
3. ↑  Dom. Charles Beaunier, Recueil historique, chronologique, et topographique, des archevéchez, évéchez, abbayes et prieurez de France, tant d'hommes, que de filles, de nomination et collation royale., t. 2, Alexis-Xavier-René Mesnier, 1726 (lire en ligne), p. 953 :« Abbaye d'Hommes de l'Ordre de S. Benoist.

SAINT MAHÉ DE FINETERRE.

Saint Mahé de Fineterre, ou saint Mathieu de Fineterre, en latin, Sanctus Mattheus finis terræ, feu Mattheus in finibus terræ, situee en basse Bretagne, à cinq lieuës de Brest, sur le bord de la Mer, dans un Bourg du même nom, au Cap qui est à l'extrémité de la basse Bretagne où finit nôtre continent. On ignore précisément le tems de la fondation de cette Abbaye, mais on sait qu'elle étoit déjà fondée en 555. il y a la réforme de saint Maur. »
4. ↑  Louis Le Cunff, Bretagne du bout du monde, André Bonne, coll. « Univers des hommes », 1976, p. 108-109
5. ↑  Bernard Rio, "Voyage dans l'au-delà. Les Bretons et la mort", éditions Ouest-France, 2013,  (ISBN 978-2-7373-5809-8)
6. ↑  Selon la Chronique de Saint-Maixent  éditée et traduite par Jean Verdon « Les Belles Lettres » (Paris 1979) p. 61, vers 860 « Au temps de Salomon, roi et duc de Cornouaille, le corps de l'apôtre saint Mathieu fut transporté dans la ville de Léon et placé dans l'église de l'évêque saint Paul »
7. ↑  Françoise Surcouf, "80 symboles pour raconter la Bretagne", Les éditions du Palais, 2013.
8. ↑  "La Revue du Touring-club de France", janvier 1938, consultable https://gallica.bnf.fr/ark:/12148/bpt6k6494493x/f20.image.r=Tr%C3%A9babu
9. ↑  « Les stèles de Saint-Mathieu », sur patrimoine-iroise.fr (consulté le 3 octobre 2021).
10. ↑  R. Toussaint, Pen ar Red, la pointe des légendes, "La Revue du Touring-club de France", janvier 1938, consultable https://gallica.bnf.fr/ark:/12148/bpt6k6494493x/f20.image.r=Plougonvelin?rk=643780;0
11. ↑  Jean-Louis Dauvin, "Essais topographiques, statistiques et historiques, sur la ville, le château, le port et la rade de Brest", 1816, consultable https://gallica.bnf.fr/ark:/12148/bpt6k65211315/f160.image.r=Plougonvelin
12. ↑  Benjamin Girard, "La Bretagne maritime", 1889, consultable https://gallica.bnf.fr/ark:/12148/bpt6k5744832r/f263.image.r=Plougonvelin
13. ↑  Les moines entretenaient un feu de signalisation sur cette tour dès le XIIIe siècle.
14. ↑  (en) « Dictionnaire historique et géographique de la province de Bretagne : Ogée, Jean, 1728-1789 : Free Download, Borrow, and Streaming : Internet Archive », sur Internet Archive (consulté le 17 octobre 2020).
15. ↑  Jean Gallet, "Seigneurs et paysans bretons du Moyen-Âge à la Révolution", éditions Ouest-France Université, 1992,  (ISBN 2-7373-1023-7)
16. ↑  « La constitution civile du clergé - Association PHASE », sur phase-iroise.fr (consulté le 3 octobre 2021).
17. ↑  « Abbaye ou Monastère Saint-Mathieu de Plougonvelin (Finistère) », sur infobretagne.com (consulté le 3 octobre 2021).
18. ↑  A. Marteville et P. Varin, "Dictionnaire historique et géographique de la province de Bretagne", tome 2, 1845, consultable https://books.google.fr/books?id=9o8DAAAAYAAJ&printsec=frontcover&dq=bibliogroup:%22Dictionnaire+historique+et+g%C3%A9ographique+de+la+province+de+Bretagne%22&hl=fr&sa=X&ved=0ahUKEwjOo-Dmq6TjAhUMzIUKHaYaD34Q6AEIMzAC#v=onepage&q=Saint-Mathieu&f=false
19. ↑  Michel Le Goffic, « DFS de sondage - Service Départemental d'Archéologie », bibliotheque.numerique.sra-bretagne,‎ 1999 (lire en ligne)
20. ↑  Marc Déceneux, La Bretagne romane, Editions Ouest-France, 1998, p 110-111
21. ↑  Marc Déceneux, La Bretagne romane, Editions Ouest-France, 1998, p 32-33
22. ↑  « Phare de Saint-Mathieu - DIRM NAMO »
23. ↑  Fanny Tournier et Vincenzo Mutarelli, « Un bâtiment mauriste (xviie siècle) retrouvé à l’abbaye de Saint-Mathieu (Finistère) », Revue archéologique de l'Ouest, no 23,‎ 30 décembre 2006, p. 71–86 (ISSN 0767-709X, DOI 10.4000/rao.118, lire en ligne, consulté le 21 mars 2019)
24. ↑  « Commune de Plougonvelin », sur plougonvelin.fr (consulté le 3 octobre 2021).
25. ↑  « Chapelle Notre Dame de Grâce - Association PHASE », sur phase-iroise.fr (consulté le 3 octobre 2021).

### Remarques
1. ↑  Personnes en âge de communier.
2. ↑  Jean-Pierre Le Corre, né le 11 septembre 1745 à Landerneau, paroisse Saint-Thomas, décédé le 11 janvier 1813 à Logonna-Daoulas.